# Francisco Martínez Soria

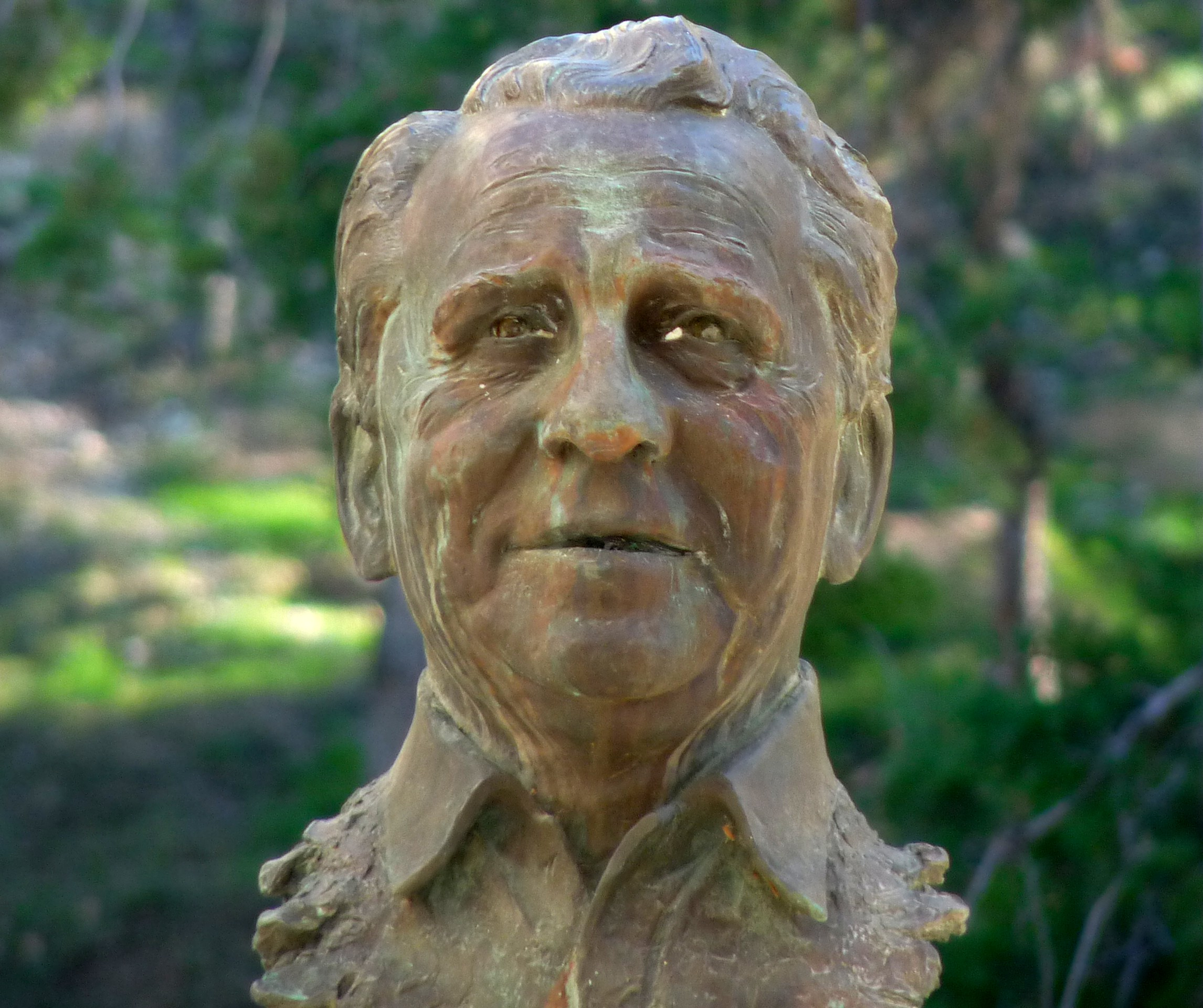
Figur von Francisco Martínez Soria

Francisco Martínez Soria (* 18. Dezember 1902 in Tarazona; †  26. Februar 1982 in Madrid), vorwiegend bekannt als Paco Martínez Soria, war ein spanischer Schauspieler.

## Leben
Martínez Soria wuchs in Barcelona auf und war dort nach seiner Schulzeit zunächst als Verkäufer tätig. Ab Mitte der 1930er spielte er als Schauspieler in verschiedenen spanischen Filmen.

## Filmografie
- 1934: Sereno... y tormenta
- 1935: Al margen de la ley
- 1935: Error judicial
- 1936: Diego corrientes
- 1938: Alma de Dios
- 1941: El difunto es un vivo
- 1942: Boda accidentada
- 1943: Deliciosamente tontos
- 1943: El hombre de los muñecos
- 1943: Piruetas juveniles
- 1943: Un enredo de familia
- 1943: Viviendo al revés
- 1951: Almas en peligro
- 1951: La danza del corazón
- 1951: Fantasía española
- 1953: La montaña sin ley
- 1956: El difunto es un vivo
- 1956: Veraneo en España
- 1957: Su desconsolada esposa
- 1959: Sendas marcadas
- 1965: La ciudad no es para mi
- 1967: ¿Qué hacemos con los hijos?
- 1968: El turismo es un gran invento
- 1969: Se armó el belén
- 1969: Abuelo made in Spain
- 1969: Don erre que erre
- 1971: Hay que educar a papá
- 1972: El padre de la criatura
- 1973: El abuelo tiene un plan
- 1974: El calzonazos
- 1975: El alegre divorciado
- 1976: Estoy hecho un chaval
- 1977: Vaya par de gemelos
- 1980: Es peligroso casarse a los 60
- 1981: La tía de Carlos